# Grå pileurt
Grå pileurt (Persicaria weyrichii) er en art af pileurt, der vokser naturligt i det østlige Rusland, Kurilerne, Sakhalin og Japan.